# Command & Conquer: Red Alert
Command & Conquer Red Alert es un videojuego de estrategia en tiempo real de la serie Command & Conquer creado por Westwood Studios en 1996. Los eventos de Red Alert tienen lugar en una realidad alternativa en la cual las fuerzas aliadas se enfrentan a las fuerzas de la Unión Soviética en una encarnizada contienda militar por el control del continente europeo. Inicialmente sólo estaba en versión para PC (MS-DOS y Windows 95), y subsiguientemente para PlayStation.
Red Alert fue elogiado por el uso de la interfaz, por lo cual estaba mucho más desarrollado que otros juegos del mismo tipo los jugadores deben construir bases en las que se producen unidades armadas para defenderse del ejército enemigo y eliminarlo para obtener la victoria en un escenario.

## Argumento
Red Alert comienza en la década de 1940, tomando lugar en una realidad alternativa en la cual Albert Einstein construye una máquina llamada Cronoesfera la cual usa para viajar en el tiempo desde Trinity, Nuevo México en 1946 a Landsberg, Alemania en 1924, donde se encuentra con Adolf Hitler recién liberado de la cárcel por el fallido Putsch de la Cervecería de Múnich en el mismo año. Einstein elimina a Hitler de nuestra dimensión en un intento por prevenir la Segunda Guerra Mundial. Después de ello regresa a 1946 donde Europa se ve pacífica y sin mayores problemas, pues la Guerra no devastó al continente.
Pero el plan de Einstein resultó un grave error de cálculo, pues la Unión de Repúblicas Socialistas Soviéticas (URSS) bajo el régimen de Iósif Stalin, logró convertirse rápidamente en una superpotencia expansionista ya que Hitler y su Alemania Nazi nunca aparecieron en el escenario mundial para equilibrar fuerzas con la URSS en el continente Europeo. Sin el obstáculo que fue Hitler, la Unión Soviética avanza militarmente sin ninguna oposición considerable a través del continente, donde los aliados se ven sobrepasados por un enemigo superior en número y armas, iniciándose así la Segunda Guerra Mundial como una campaña soviética de dominación euroasiática.
A lo largo del juego las potencias aliadas y la Unión Soviética batallan por el control del continente europeo en un conflicto que costará 80 millones de vidas y devastará una gran parte del mundo.

## Personajes

### Aliados
- Mariscal Gunther von Esling, Oficial Alemán, Comandante en Jefe de las Fuerzas Armadas Europeas y aparente líder de la Junta Militar que gobierna Europa. Interpretado por Arthur Roberts.
- General Nikos Stavros, Oficial Griego, Segundo Comandante bajo las órdenes del Mariscal von Esling. Interpretado por Barry Kramer.
- Tanya Adams, comando especial de los aliados. Interpretada por Lynne Litteer.
- Profesor Albert Einstein, físico Alemán a cargo del programa tecnológico de los aliados. Interpretado por John Milford.
- General Carville. Es el oficial al mando del jugador en esta campaña. Interpretado por Barry Corbin.

### Soviéticos
- Iósif Stalin, Secretario General del PCUS y primer ministro de la URSS. Interpretado por Gene Dynarski.
- Nadia, Directora de las NKVD. Interpretada por Andrea C. Robinson.
- General Gradenko, Comandante soviético. Interpretado por Alan Terry.
- Mariscal Gueorgui Zhúkov, Comandante en Jefe del Ejército Rojo. Interpretado por Craig Cavanah.
- Kane, el oscuro y siniestro ayudante de Stalin. Interpretado por Joseph D. Kucan.
- General Topolov. Oficial soviético de alto rango al mando del jugador en esta campaña. Interpretado por Alan Charof.

## Descripción de las unidades en combate
En Red Alert, existen 3 áreas de batalla: el aire, el mar y la tierra firme. Cada bando (Aliados o soviéticos) puede construir unidades navales, aeronaves de combate y tropas terrestres, y cada lado tiene capacidades distintas y exclusivas.

### Unidades soviéticas
Los soviéticos se caracterizan por el uso de poderosas unidades terrestres dotadas de un considerable poder de fuego y apoyadas por una potente fuerza aérea y naval. Entre las unidades del bando Soviético, en la infantería, hay lanzagranadas, infantería ligera, infantería equipada con lanzallamas y perros de ataque; en la infantería motorizada se cuentan el tanque pesado de 2 cañones ("Heavy Tank, similar a lo que era un Panther A-3 de la división pánzer alemana de la Segunda Guerra Mundial), el vehículo lanzamisiles V-2 (un vehículo móvil que lanza misiles V-2 no-nucleares, a la usanza de lo que son las plataformas de misiles nucleares de corto alcance que posee hasta la actualidad Rusia), el helicóptero de ataque Mi-24 (cuenta solo con ametralladoras por lo que esta unidad es útil realmente cuando acude en gran número), submarinos nucleares, el Mammuth Tank (equipado con dos cañones de .80, y un sistema de misiles tierra-aire y que, asimismo, sirven contra la infantería, sin contar con su potente blindaje), el bombardero de caída libre (en un modelo similar al B-52), aviones YAK (solo ametralladoras) y jets de ataque MiG-29, además de minadores que colocan minas antipersonales.

### Unidades aliadas
Frente a la fuerza bruta de los soviéticos los aliados basan sus estrategias en la velocidad, los golpes de mano y una poderosa fuerza naval, esta última es posible gracias a que en la mayoría de los mapas de Red Alert hay cuerpos de agua. Las fuerzas aliadas cuentan, en infantería, con médicos, infantería ligera y lanzacohetes (bazookas); en la infantería motorizada cuentan con el tanque ligero (similar a lo que en la Segunda Guerra Mundial era el famoso Sherman), el tanque M1 Abrahams, la agente especial Tanya Adams (una comando que cuenta con dos Colt .45, que liquidan a cualquier soldado de infantería y perros de ataque en un segundo, además de contar con la opción de colocar explosivos C4 en los edificios, con lo cual estos son derribados inmediatamente), espías que se parecen a James Bond, un minador que coloca minas antitanques, un APC equipado con una ametralladora .50, el Jeep Ranger, artillería móvil (muy potente contra edificios e infantería, pero con un blindaje muy ligero), y con tres tipos de unidades marítimas: Torpederas ("gunboat") Destructores ("destroyers"), Cruceros ("battle crusier", lo suficientemente poderosos como para arrasar una base enemiga en cuestión de pocos minutos) y los helicóptero de ataque Longbow.

## Otros datos

### Jugabilidad
Red Alert no solo presenta una historia innovadora e imágenes de acción real, sino que brinda la posibilidad de combates tanto contra otros jugadores en línea y en Red como contra la inteligencia artificial incluida en el juego, aun cuando esta no es excesivamente astuta logra ser todo un reto dado su increíble capacidad de producción.

### Banda sonora
La banda sonora de Command & Conquer: Red Alert fue compuesta por Frank Klepacki, director de sonido de Westwood Studios y reconocido compositor de música para videojuegos. Esta banda sonora, ganadora de varios premios, está compuesta por un total de 21 piezas, entre ellas la representante de las series Red Alert: Hell March.
1. Afterlife
2. Bigfoot
3. Crush
4. Dense
5. End Credits
6. Face To The Enemy 1
7. Face To The Enemy 2
8. Fogger
9. Hell March
10. Mission Accomplished
11. Mud
12. Radio 2
13. Roll Out
14. Run For Your Life
15. Smash
16. Snake
17. Terminate
18. Trenches
19. Twin
20. Vector
21. Workmen

## Lanzamiento freeware
Con motivo del 13.er aniversario del lanzamiento del Command and Conquer y el anuncio del Red Alert 3, Electronic Arts lanzó el Command and Conquer: Red Alert como freeware. Cuando finalizó la promoción, permitieron que se pueda seguir distribuyendo como freeware por terceros. La comunidad lo reempaquetó para que no se requiera grabar una imagen ISO en un CD para instalarlo, y le agregaron sus parches.

## Implementaciones libres
Varias implementaciones libres se crearon sobre el juego Red Alert. Entre ellas se encuentra FreeRA, que está escrita en C++ y Lua usando la librería SDL pero que ya no está en desarrollo. Una implementación moderna hecha en C# llamada OpenRA permite una mayor resolución de pantalla, utiliza los mismos gráficos que el juego original, y está optimizado para partidas de varios jugadores. La interfaz gráfica del usuario usa el estilo del menú del Red Alert 3 y muestra las líneas de los movimientos de las unidades como en el Red Alert 2. También incluye la funcionalidad de capturar pozos de petróleo que generan ganancia con el paso del tiempo, y también incluye nuevas unidades inspiradas del Red Alert 2 y soporta el uso de mods.

## Liberación de código
En mayo de 2020 Electronic Arts anunció la liberación bajo licencia GPL del código fuente de dos librerías DLL del juego para facilitar el desarrollo de mods por parte de la comunidad.